# Mélanie Coste
Pour les articles homonymes, voir Coste.
Mélanie Coste est une actrice pornographique française, née le 31 mars 1976 à Bordeaux. Vedette du X français au début des années 2000, notamment dans les productions de Marc Dorcel et de Fred Coppula, elle met fin à sa carrière après avoir tourné une vingtaine de films.

## Biographie
La future Mélanie Coste travaille pour une agence de voyages dans la région de Bordeaux lorsqu'elle postule en 2001 pour un concours de photos « amateur » pour le magazine de charme Hot Vidéo. Elle le remporte et gagne une séance de pose avec le photographe de charme Christophe Mourthé.
Elle fait ensuite part, dans une émission diffusée sur TF1, de son désir de commencer une carrière d'actrice pornographique. Les propositions des producteurs de films X commencent alors à affluer. En 2002, elle est engagée par  Marc Dorcel, qui la considère comme « un peu le pendant de Clara Morgane dans l’esprit » grâce à son physique « très distingué, stylé, genre mannequin » et sa capacité à dire des dialogues. Elle signe avec le studio un contrat d'exclusivité d’un an, devenant après Laure Sainclair la deuxième « Dorcel girl ». Elle ne renouvelle pas son contrat à son échéance et tourne ensuite en indépendant pour d'autres maisons de production comme Blue One ou Fred Coppula. On la voit également dans plusieurs téléfilms érotiques diffusés sur M6.
À l'époque en couple avec le journaliste Philippe Vecchi, animateur sur Canal+, elle met fin à sa carrière de hardeuse en 2004. Elle travaille ensuite pour le magazine masculin FHM dans lequel elle tient une rubrique Sexo. Les lecteurs du magazine la classent à l'époque « 15e femme la plus sexy du monde ». Elle cesse ensuite cette collaboration pour viser une carrière de comédienne. Mélanie Coste apparaît en 2004 en religieuse dans le film Touristes ? Oh yes ! de Jean-Pierre Mocky. Elle cesse ensuite toute apparition médiatique. Au milieu des années 2010, elle anime, sous son vrai nom, un site Internet consacré au développement personnel.

## Récompenses et nominations
- 2003 : Prix Venus Award de Meilleure actrice française[5]
- 2004 : AVN Award (Nommée) - Female Foreign Performer of the Year[6], [7]
- 2005 : AVN Award (Nommée)[8]

## Filmographie

### Pornographique
- 2001 : Sexualité : mode d'emploi d'Ovidie (Blue One)
- 2002 : L'Affaire Katsumi d'Alain Payet (Marc Dorcel)
- 2002 : Mélanie sex-model de Mike Foster
- 2002 : Le Journal de Pauline de Fred Coppula (Blue One)
- 2002 : Hot Frequence de Walter Ego
- 2002 : Une nuit au bordel de John B. Root (Marc Dorcel)
- 2003 : Scandale de Fred Coppula
- 2003 : Le Parfum du désir d'Angela Tiger (Marc Dorcel)
- 2003 : La Menteuse de Fred Coppula
- 2003 : Le Duel d’Aphrodite de Christophe Mourthé
- 2003 : Le Château d’Aphrodite de Christophe Mourthé
- 2003 : Mélanie la jouisseuse d'Alain Payet (Marc Dorcel)
- 2003 : Hot sex à Saint-Tropez d'Alain Payet (Marc Dorcel)
- 2003 : Brazilian Sex
- 2003 : Virginie de Martin Cognito (Colmax)
- 2004 : No Limit
- 2004 : Une nuit porno avec Mélanie de Mike Foster
- 2004 : L'éducation de Claire de Jorn Wolf
- 2004 : Absolute sexe
- 2004 : Infinity Mélanie Coste (best of)
- 2005 : Le Château d'Aphrodite de Christophe Mourthé

### Non pornographique
- 2004 : Touristes ? Oh yes ! de Jean-Pierre Mocky

### Téléfilms érotiques
- 2002 : Marie ou la fascination charnelle de Marc Riva
- 2002 : Manuela ou L'impossible plaisir de Marc Riva
- 2004 : Ces plaisirs qui vous hantent
- 2004 : Désirs troublés
- 2005 : Plaisirs défendus de Marc Riva
- 2005 : Vengeance brûlante de Marc Riva